# 유안타증권
유안타증권(元大證券, Yuanta Securities Korea Co., Ltd.)은 중화민국의 유안타금융그룹 계열 증권사의 대한민국 현지법인이다. 자회사로는 유안타저축은행, 유안타인베스트먼트가 있다.

## 주요 사업
- 위탁매매, 유가증권의 인수주선·자기매매, 증권저축, 수익증권저축, 증권투자신탁, CMA, 사채발행 및 모집의 위탁, CD매매 및 매매의 중개, 선물·옵션 등 파생금융상품 매매

## 연혁
- 1962년: 일국증권으로 설립
- 1980년: 유가증권 위탁판매허가 취득
- 1982년: 유가증권 매매 허가 취득
- 1985년: 사명을 일국증권에서 동양증권으로 변경
- 1986년: 외국에서의 증권업 허가 취득
- 1988년: 증권거래소 상장
- 1988년: 동양투자자문 설립
- 1991년: 미국 유럽에 현지법인과 사무소 설립
- 2001년 6월: 투자자문업 등록
- 2001년 12월: 동양현대종합금융와 합병, 사명을 동양증권에서 동양종합금융증권으로 변경
- 2002년 10월: 증권·종금 통합시스템 오픈
- 2002년 11월: 웰스매니지먼트(WM) 사업 개시
- 2005년 10월: 동양오리온투자증권 흡수합병
- 2010년 3월: 동양선물 합병
- 2011년 12월: 사명을 동양종합금융증권에서 동양증권으로 변경
- 2014년 6월: 대만 유안타금융그룹 계열사 편입
- 2014년 10월: 사명을 동양증권에서 유안타증권으로 변경
- 2017년 2월: 유안타저축은행(구 한신저축은행) 출범